# Хубецов, Алан Джемалович
Алан Джемалович Хубецов (род. 29 июня 1993, Владикавказ, Северо-Осетинская АССР) — российский дзюдоист, призёр чемпионата России, чемпион Европы, чемпион мира среди военнослужащих, победитель и призёр многих этапов Гран-при и Большого шлема, участник летних Олимпийских игр 2020 года в Токио, где занял 7-е место, мастер спорта России международного класса (2015). Выступает за Вооружённые силы. Его тренерами были А. А. Бекузаров, К. А. Цагараев и И. С. Быстров. Живёт в городе Дмитров (Московская область).

## Спортивные результаты
- Первенство России по дзюдо среди кадетов 2009 года — ;
- Первенство России по дзюдо среди юниоров 2011 года — ;
- Первенство России по дзюдо среди молодёжи 2012 года — ;
- Открытый чемпионат Белоруссии по дзюдо 2013 года — ;
- Чемпионат России по дзюдо 2019 года — ;
- Дзюдо на Всероссийской спартакиаде 2022 — ;